# Christian Partos

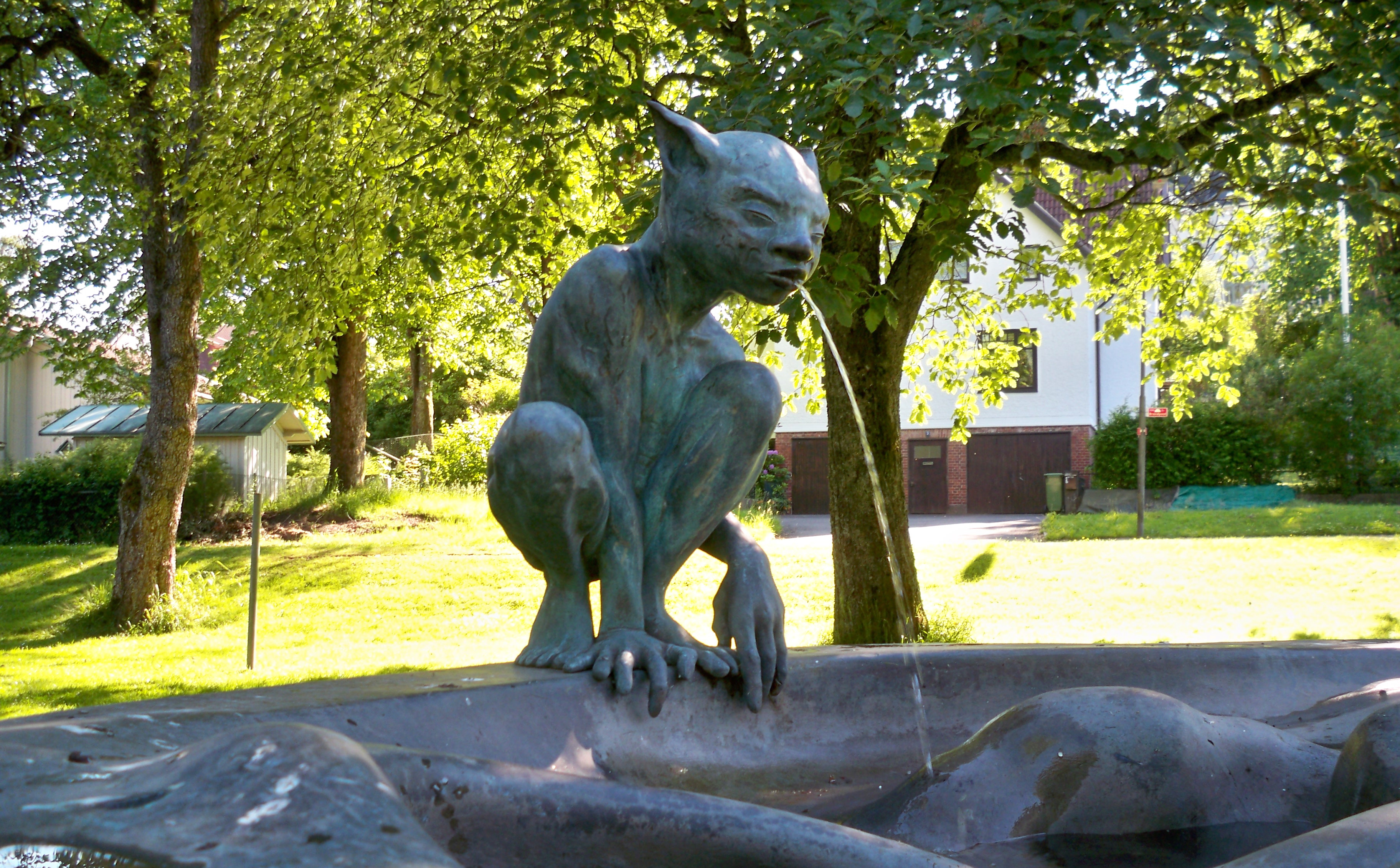
Viskarn i Borås.

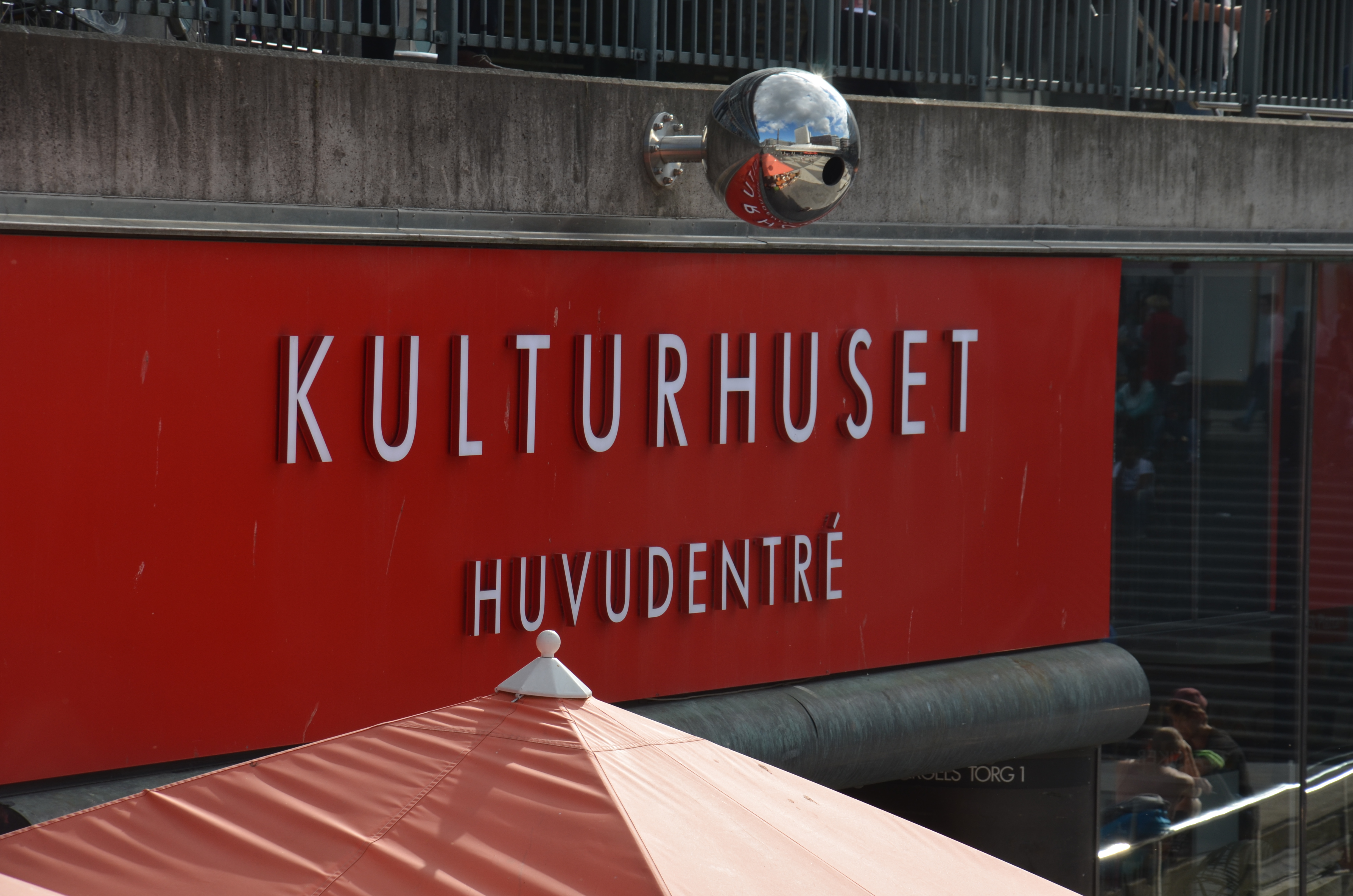
Maskaron i Stockholm.

Balazs Christian Sylvester Partos, född 22 november 1958 i Jönköping, är en svensk skulptör, känd för bland annat sina tekniskt avancerade konstruktioner.
Christian Partos är uppvuxen i Lund och utbildade sig i kemi och i konsthistoria vid Lunds universitet 1978–1980, Nyckelviksskolan i Lidingö 1981–1982 och på Konstfacks skulpturlinje i Stockholm 1983–1988. Han är representerad på bland annat Moderna museet. Han är gift med Helén Partos.
Christian Partos tilldelades Beckers Konstnärsstipendium 2001, Skulptörförbundets Sergelstipendium 2010 och Lengertz konstpris 2015.

## Offentliga verk i urval
- Stegen och Passagen, två vattenskulpturer, Arken i Örnsköldsvik, 1991
- Droppkrona[2], brons, Augustenborgs torg i Malmö, 1994
- Prinsarna på slottet, vattenskulptur, Stora Torget i Norrtälje, 1994
- Dialog, vattenskulptur, Stadshusparken i Sundsvall, 1996
- Viskarn, Almåsparken i Borås, 1999
- Teleporteringar, klinkermosaik och mönster i cementmosaik, Hässelby strands tunnelbanestation i Stockholm, 2000
- Bacillur, digitalklocka i trapphall, Gymnasiebyn, kvarteret Hackspetten i Luleå, 2005
- Betongsoffa, betong med svart ballast och rostfritt stål, Södertälje stadshus, 2008
- Modern Maskaron, rostfritt stål, entrén till Kulturhuset i Stockholm, 2009
- Spårsken, ljusinstallation, Triangelns station i Malmö, 2010[3]
- Utsikt, björkplywood, 2014, ytterväggarna till sessionssalen i Rådhus Skåne i Kristianstad